# فریدریش ناومان
فریدریش ناومان (انگلیسی: Friedrich Naumann؛ ۲۵ مارس ۱۸۶۰ – ۲۴ اوت ۱۹۱۹) یک سیاست‌مدار اهل آلمان بود.